# Electronic Entertainment Expo 2014

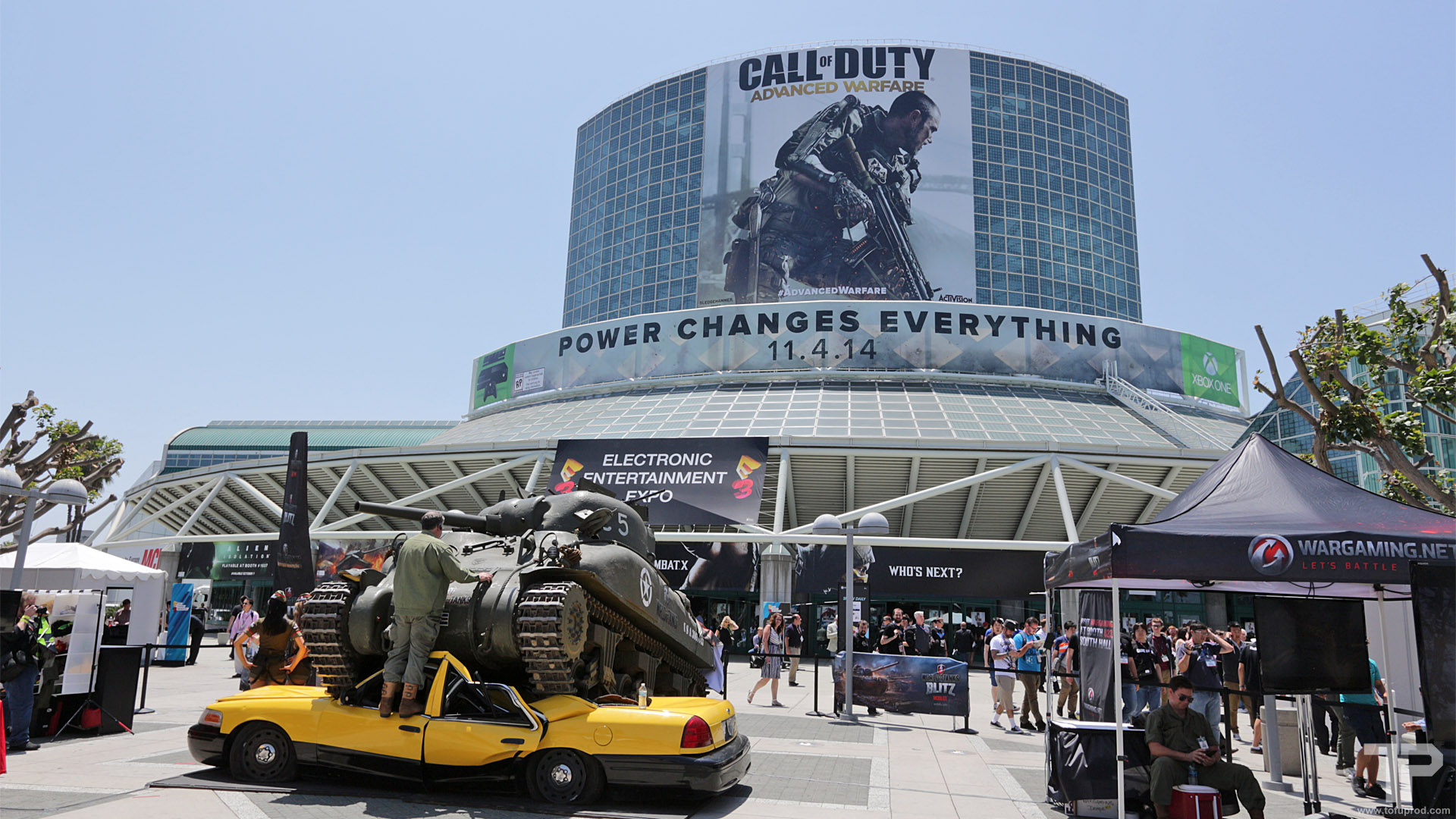
L'E3 au Los Angeles Convention Center.

L’Electronic Entertainment Expo 2014, communément appelé E3 2014, est la 20e édition d'un salon consacré exclusivement aux jeux vidéo organisé par l'Entertainment Software Association. L'événement s'est déroulé du 10 au 12 juin 2014 au Los Angeles Convention Center à Los Angeles.
Les principaux exposants comprennent Microsoft, Nintendo, et Sony Computer Entertainment.

## Conférences des principaux constructeurs

### Nintendo
La conférence de Nintendo s'est tenue le mardi 10 juin à 9 h PDT (18 h heure française). Nintendo opte pour une présentation pré-enregistré sous forme de Nintendo Direct. Lors d'une entrevue avec le site américain IGN, le directeur de Nintendo of America, Reggie Fils-Aime, explique que cette décision a été prise entre-autres afin de faciliter la communication, notamment pour les développeurs japonais qui ne maîtrisent pas parfaitement l'anglais. En effet, toujours dans l'entrevue, il explique qu'il est plus facile pour un développeur japonais d'expliquer un jeu à travers une vidéo plutôt que sur scène devant un public,.
La première annonce de la conférence concerne Super Smash Bros. for Wii U. Il s'agit de la présence sous forme de personnages jouables de Palutena tiré de la série des Kid Icarus ainsi que des Miis.
La société dévoile Amiibo, une plateforme de communication en champ proche qui permet l'interaction de figurines avec des jeux vidéo compatibles. Sa conception est similaire aux jeux Skylanders et Disney Infinity.
De plus, plusieurs jeux sont dévoilés durant la conférence, dont entre-autres The Legend of Zelda: Breath of the Wild (dont le nom n'est pas dévoilé), Splatoon, Captain Toad: Treasure Tracker, Yoshi's Woolly World, Kirby et le Pinceau arc-en-ciel, Mario Party 10 et Mario Maker sur Wii U,,,,,,.

### Sony
La conférence de Sony s'est tenue le lundi 9 juin à 18 h PDT (3 h heure française).

### Microsoft
La conférence de Microsoft s'est tenue le lundi 9 juin 2014 à 9 h 30 PDT (18 h 30 heure française). De nouvelles licences et également des suites y sont présentées.
On a pu voir notamment la présence de Halo 2 : Anniversary et Halo 5 : Guardian .

## Conférences éditeurs

### EA
La conférence de EA s'est tenue le lundi 9 juin à 12 h PDT (21 h heure française).

### Ubisoft
La conférence d'Ubisoft s'est tenue le mardi 10 juin à 15 h PDT (0 h heure française).

## Jeux notables présents lors de l'E3 2014
Les tableaux suivants donnent la liste des principaux jeux présents lors de l'E3 2014 :
| 2K - Borderlands: The Pre-Sequel! (PC / PS3 / Xbox 360) - Civilization: Beyond Earth (PC) - Evolve (PC / PS4 / Xbox One) - NBA 2K15 (PC / PS3 / PS4 / Xbox 360 / Xbox One) - WWE 2K15 (PS3 / PS4 / Xbox 360 / Xbox One) 505 - Defense Grid 2 (PC / PS4 / Xbox One) - Sniper Elite III (PC / PS3 / PS4 / Xbox 360 / Xbox One) Activision Blizzard - Call of Duty: Advanced Warfare (PC / PS3 / PS4 / Xbox 360 / Xbox One) - Destiny (PS3 / PS4 / Xbox 360 / Xbox One) - Skylanders: Trap Team (PS3 / PS4 / 3DS / Wii / Wii U / Xbox 360 / Xbox One) Aksys Games - Guilty Gear Xrd (PS4, PS3) Atlus - Abyss Odyssey (PC / PS3 / Xbox 360) - Citizens of Earth (3DS / PC / PS4 / Vita / Wii U) - Persona 5 (PS3) - Persona 4 Arena Ultimax (PS3, 360) - Persona 4: Dancing All Night (PS Vita) - Persona Q: Shadow of the Labyrinth (3DS) Bandai Namco - Dragon Ball Xenoverse (PS3 / PS4 / Xbox 360 / Xbox One) - Lords of the Fallen (PC / PS4 / Xbox One) - Naruto Shippūden: Ultimate Ninja Storm Revolution (PC / PS3 / Xbox 360) - Rise of Incarnates (PC) - Sword Art Online: Hollow Fragment (Vita) - Tales of Hearts R (Vita) - Tales of Xillia 2 (PS3) Bethesda - BattleCry (PC) - Doom (PC / PS4 / Xbox One) - The Evil Within (PC / PS3 / PS4 / Xbox 360 / Xbox One) Capcom - Dead Rising 3 (PC) - Deep Down (PS4) - Monster Hunter 4 Ultimate (3DS) - Phoenix Wright: Ace Attorney Trilogy (3DS) - Professor Layton vs. Phoenix Wright: Ace Attorney (3DS) - Ultra Street Fighter IV (PC / PS3 / Xbox 360) Crytek - Arena of Fate - Hunt: Horrors of the Gilded Age (PC / PS4 / Xbox One) Deep Silver - Dead Island 2 (PC / PS4 / Xbox One) - Homefront: The Revolution (PC / PS4 / Xbox One) - Metro: Redux (PC / PS4 / Xbox One) Devolver Digital - Broforce (PC) - Hotline Miami 2: Wrong Number (PC) - Not A Hero (PC) | Disney - Disney Infinity: 2.0 Edition (PC / PS3 / PS4 / Wii U / Xbox 360 / Xbox One) - Fantasia: Music Evolved (Xbox 360 / Xbox One) Electronic Arts - Battlefield Hardline (PC / PS3 / PS4 / Xbox 360 / Xbox One) - Dragon Age: Inquisition (PC / PS3 / PS4 / Xbox 360 / Xbox One) - EA Sports UFC (PS4 / Xbox One) - FIFA 15 - Madden NFL 15 (PS3 / PS4 / Xbox 360 / Xbox One) - Mass Effect: Andromeda - Mirror's Edge Catalyst (PC / PS4 / Xbox One) - NHL 15 (PS3 / PS4 / Xbox 360 / Xbox One) - Star Wars: Battlefront (PC / PS4 / Xbox One) - Les Sims 4 (PC) Focus Home Interactive - Sherlock Holmes: Crimes and Punishments (PC / PS3 / PS4 / Xbox 360 / Xbox One) Konami - Metal Gear Solid V: The Phantom Pain (PS3 / PS4 / Xbox 360 / Xbox One) Microsoft - Below (PC / Xbox One) - Crackdown (Xbox One) - D4 (Xbox One) - Fable Legends (Xbox One) - Forza Horizon 2 (Xbox 360, Xbox One) - Halo 5: Guardians (Xbox One) - Inside (Xbox One) - Killer Instinct: Season 2 (Xbox One) - Phantom Dust (Xbox One) - Project Spark (PC / Xbox 360 / Xbox One) - Quantum Break (Xbox One) - Scalebound (Xbox One) - Sunset Overdrive (Xbox One) Natsume - Alphadia Genesis (Wii U) - A-Train: City Simulator (3DS) - End of Serenity (PSP) - Harvest Moon: The Lost Valley (3DS) - Reel Fishing: Master's Challenge Nintendo - Bayonetta 2 (Wii U) - Captain Toad: Treasure Tracker (Wii U) - Kirby et le Pinceau arc-en-ciel (Wii U) - Hyrule Warriors (Wii U) - The Legend of Zelda: Breath of the Wild (Wii U) - Mario Maker (Wii U) - Mario Party 10 (Wii U) - Mario vs. Donkey Kong (Wii U) - Pokémon Rubis Oméga et Saphir Alpha (3DS) - Pullblox World (Wii U) - Splatoon (Wii U) - Star Fox Zero (Wii U) - Super Smash Bros. for Nintendo 3DS / for Wii U (3DS / Wii U) - Xenoblade Chronicles X (Wii U) - Yoshi's Woolly World (Wii U) NIS - Danganronpa 2: Goodbye Despair (Vita) - Fairy Fencer F (PS3) - Natural Doctrine (PS3 / PS4 / Vita) | Rockstar Games - Grand Theft Auto V (PC / PS4 / Xbox One) Sega - Alien: Isolation (PC / PS3 / PS4 / Xbox 360 / Xbox One) - Hatsune Miku: Project DIVA F 2nd (PS3 / Vita) - Sonic Boom (3DS / Wii U) Sony - Bloodborne (PS4) - DriveClub (PS4) - H1Z1 (PC / PS4) - Helldivers (PS3 / PS4 / PSVita) - Hohokum (PS3 / PS4 / PSVita) - Let It Die (PS4) - Rime (PS4) - The Binding of Isaac: Rebirth (PC / PS3 / PS4 / PS Vita) - Entwined (PS3 / PS4 / PS Vita) - The Last of Us Remastered (PS4) - The Order: 1886 (PS4) - Uncharted 4: A Thief's End (PS4) - LittleBigPlanet 3 (PS3, PS4) - No Man's Sky (PS4) - Ratchet and Clank (jeu vidéo, 2016) (PS4) - Grim Fandango (PS4 / PS Vita) Square Enix - Final Fantasy XIV: A Realm Reborn (PS3 / PS4 / PC) - Hitman: Sniper (iOS / Android) - Kingdom Hearts HD 2.5 Remix (PS3) - Lara Croft and the Temple of Osiris (PS4 / Xbox One / PC) - Murdered: Soul Suspect (PS3 / PS4 / PC / Xbox One) - Nosgoth (PC) - Rise of the Tomb Raider (PS4 / Xbox One / PC) - Theatrhythm Final Fantasy: Curtain Call (3DS) Telltale - Game of Thrones: A Telltale Games Series (NC) - Tales from the Borderlands (NC) Ubisoft - Assassin's Creed Unity (PC / PS4 / Xbox One) - Far Cry 4 (PC / PS3 / PS4 / Xbox 360 / Xbox One) - Just Dance 2015 (PS3 / PS4 / Wii / Wii U / Xbox 360 / Xbox One) - The Crew (PC / PS4 / Xbox One) - Tom Clancy's Rainbow Six: Siege (PC / PS4 / Xbox One) - Tom Clancy's The Division (PC / PS4 / Xbox One) - Soldats Inconnus : Mémoires de la Grande Guerre (PC / PS3 / PS4 / Xbox 360 / Xbox One) Warner Bros. - Batman: Arkham Knight (PC / PS4 / Xbox One) - Dying Light (PC / PS3 / PS4 / Xbox 360 / Xbox One) - Lego Batman 3 : Au-delà de Gotham (3DS / PC / PS3 / PS4 / Vita / Xbox 360 / Xbox One / Wii U) - La Terre du Milieu : L'Ombre du Mordor (PC / PS3 / PS4 / Xbox 360 / Xbox One) - Mortal Kombat X (PC / PS3 / PS4 / Xbox 360 / Xbox One) - The Witcher 3: Wild Hunt (PC / PS4 / Xbox One) XSEED Games - Akiba's Trip 2 (PS3 / Vita) - Brandish: The Dark Revenant (PSP) - Corpse Party (PC) - Senran Kagura Bon Appétit! (Vita) - Senran Kagura Shinovi Versus (Vita) - Story of Seasons (3DS) |

## Principaux absents du salon
- Rockstar Games